# Бонсекур
Бонсекур (фр. Bonsecours) насеље је и општина у северној Француској у региону Горња Нормандија, у департману Приморска Сена која припада префектури Руан.
По подацима из 2011. године у општини је живело 6.469 становника, а густина насељености је износила 1720,48 становника/km². Општина се простире на површини од 3,76 km². Налази се на средњој надморској висини од 150 метара (максималној 157 m, а минималној 2 m).

## Демографија
| 1962. | 1968. | 1975. | 1982. | 1990. | 1999. | 2011. |
| ----- | ----- | ----- | ----- | ----- | ----- | ----- |
| 3.686 | 3.806 | 5.435 | 6.108 | 6.898 | 6.853 | 6.469 |

График промене броја становника у току последњих година